# Risikobegrenzungsgesetz
Das Gesetz zur Begrenzung der mit Finanzinvestitionen verbundenen Risiken (Risikobegrenzungsgesetz) ist ein deutsches Bundesgesetz, das die Gestaltung von Kredit- und Sicherungsverträgen sowie die Abtretung von Kreditforderungen regelt. Zudem sind Änderungen bezüglich der Meldung von bedeutenden Beteiligungen an Unternehmen nach dem WpHG sowie im Bereich der Namensaktien nach dem AktG vorgesehen. Diese Änderungen haben zum Ziel, mögliche Übernahmeversuche von Finanzinvestoren den betroffenen Unternehmen gegenüber frühzeitig transparent zu machen.

## Hintergrund: Rechtspolitische Diskussion 2007/2008
Seit 2007 bestand in Deutschland eine rechtspolitische Diskussion über den Verkauf von Krediten. Diskutiert wurde eine Informationspflicht der Bank an den Kreditnehmer vor Verkauf, die Verpflichtung für Banken, (gegen Zinsaufschlag) auch Kredite ohne die Möglichkeit eines Verkaufs anzubieten bis hin zu einem Sonderkündigungsrecht des Kunden bei Kreditverkauf (was ökonomisch ein Verbot des Verkaufs von festverzinslichen Krediten bedeuten würde). 
Im Zuge dieser Diskussion hatten verschiedene Banken angekündigt, generell oder gegen einen Zinsaufschlag von 0,1 bis 0,2 % Kredite anzubieten, bei denen sie sich verpflichten, den Kredit nicht zu verkaufen.

## Neue Regelungen im Risikobegrenzungsgesetz
Als Ergebnis dieser Diskussion hat der Deutsche Bundestag am 27. Juni 2008 das „Gesetz zur Begrenzung der mit Finanzinvestitionen verbundenen Risiken“ (Risikobegrenzungsgesetz) verabschiedet. Es trat ohne Rückwirkung überwiegend am 19. August 2008 in Kraft. In den Art. 6  bis 11 sind Regelungen für den besseren Schutz von Kreditnehmern bei Kreditverkäufen enthalten. Diese modifizieren insbesondere Vorschriften des Bürgerlichen Gesetzbuches über das Darlehen und die Grundschuld. Mit dem Gesetz soll für Darlehensnehmer eine höhere Transparenz bei Kreditverkäufen und ein besserer Schutz bei Zahlungsrückständen geschaffen werden. Die vom Gesetzgeber neu vorgesehenen Regelungen vollziehen teilweise das nach, was bei der Abtretung von Forderungen von der überwiegenden Zahl der Kreditinstitute bereits praktiziert wird. Die Änderungen lauten im Einzelnen:
- Vorvertragliche Informationspflicht über Abtretbarkeit: Die neue Regelung nach § 492 Abs. 1a Satz 3 BGB verpflichtet den Kreditgeber bei Immobiliardarlehensverträgen i.S. § 492 Abs. 1a Satz 2 BGB (d. h. nur bei einem Verbraucher als Kreditnehmer) nun dazu, den Kreditnehmer bereits bei Vertragsabschluss mit einem deutlich ausgestalteten Hinweis darüber zu informieren, dass die Darlehensrückzahlungsforderung ohne dessen Zustimmung abgetreten und das Vertragsverhältnis auf einen Dritten übertragen werden darf, wenn dies nicht vertraglich ausgeschlossen wird.
- Belegschaften sollen bei Betriebsübernahmen besser geschützt werden: Soweit dadurch keine Betriebs- und Geschäftsgeheimnisse gefährdet werden, besteht künftig eine Unterrichtungspflicht gegenüber dem Wirtschaftsausschuss bzw. dem Betriebsrat. Dazu wird das Betriebsverfassungsgesetz (BetrVG) in § 106 Abs. 2 wie folgt ergänzt: Zu den erforderlichen Unterlagen gehört in den Fällen des Absatzes 3 Nr. 9a insbesondere die Angabe über den potentiellen Erwerber und dessen Absichten im Hinblick auf die künftige Geschäftstätigkeit des Unternehmens sowie die sich daraus ergebenden Auswirkungen auf die Arbeitnehmer; gleiches gilt, wenn im Vorfeld der Übernahme des Unternehmens ein Bieterverfahren durchgeführt wird. Das gilt künftig auch für Betriebe, in denen kein Wirtschaftsausschuss besteht, durch ein entsprechendes Beteiligungsrecht für den Betriebsrat (§ 109a BetrVG).
- Anzeigepflicht bei Abtretung: Wird eine Kreditforderung abgetreten oder findet ein Wechsel in der Person des Darlehensgebers statt, muss der Darlehensnehmer gem. dem neu gefassten § 496 Abs. 2 BGB unverzüglich darüber informiert werden, es sei denn der Darlehensgeber tritt aufgrund einer Vereinbarung mit dem Erwerber der Darlehensforderung im Verhältnis zum Schuldner weiterhin als Gläubiger auf (stille Zession).
- Verpflichtung des Darlehensgebers zu Folgeangebot oder Hinweis auf Nichtverlängerung des Vertrages: Das Kreditinstitut oder der neue Forderungsinhaber wird gem. dem neuen § 492a Abs. 1 BGB nun spätestens drei Monate vor dem Ablauf einer Zinsbindungsfrist oder einer Fälligkeit der Forderung dem Darlehensnehmer seine Bereitschaft für ein Folgeangebot mitzuteilen oder darauf hinzuweisen haben, dass der Vertrag nicht verlängert wird. Hierdurch gewinnt der Darlehensnehmer Zeit, sich auf die Veränderungen einzustellen und ggf. Alternativen zu prüfen.
- Erweiterter Kündigungsschutz bei Immobiliardarlehensverträgen (also nur gegenüber Verbrauchern, s. o.): Eine Kündigung ist nach dem geänderten § 498 Abs. 3 BGB nur dann möglich, wenn der Darlehensnehmer mit mindestens zwei aufeinanderfolgenden Teilzahlungen ganz oder teilweise und mit mindestens 2,5 % des Nennbetrags des Darlehens im Verzug ist. Diese Regelung entspricht der bisher bestehenden bei Ratenkrediten. Jedoch führt die hohe Prozentgrenze zu einer massiven Einschränkung des Kündigungsrechtes der Bank (siehe Kritik).
- Kein gutgläubiger einredefreier Erwerb der Sicherungsgrundschuld: Mit dem Sicherungsvertrag (auch: Sicherungsabrede oder Zweckerklärung) wird bei Kreditsicherheiten zwischen Kreditgeber und dem Sicherungsgeber (beispielsweise dem Grundstückseigentümer bei einer Sicherungsgrundschuld) vereinbart, welche Forderung bzw. welcher Kredit durch welche Sicherheit abgesichert werden soll. Wird der Kredit verkauft, kann der Darlehensnehmer dem neuen Gläubiger diese Sicherungsabrede entgegenhalten. Ein bisher – mangels Kenntnis der Sicherungsabrede – nach § 1157 S. 2 BGB dennoch möglicher gutgläubiger einredefreier Erwerb der Sicherungsgrundschuld wird durch die neue Regelung nach § 1192 Abs. 1a BGB ausgeschlossen.
- Fälligkeit der Grundschuld nur nach vorheriger Kündigung: Das Kapital einer Grundschuld muss gem. § 1193 Abs. 1 S. 1, 3 BGB mit einer sechsmonatigen Frist gekündigt werden, bevor die Zwangsvollstreckung aus ihr betrieben werden kann. Eine hiervon abweichende vertragliche Vereinbarung wird nun durch § 1193 Abs. 2 S. 2 BGB ausgeschlossen, wenn die Grundschuld der Sicherung einer Geldforderung dient. Das Gleiche gilt auch für die Zwangsverwaltung eines Grundstücks.
- Verschuldensunabhängiger Schadensersatzanspruch bei unberechtigter Zwangsvollstreckung aus einer vollstreckbaren Urkunde: Der Grundstückseigentümer, der sich nach Übergang der Darlehensrückzahlungsforderung auf einen Dritten der unberechtigten Zwangsvollstreckung aus einer vollstreckbaren Urkunde (gem. § 794 Abs. 1 Nr. 5 ZPO) ausgesetzt sieht, hat nun gem. § 799a ZPO einen verschuldensunabhängigen Anspruch auf Schadensersatz gegen denjenigen, der die Vollstreckung betreibt. Somit kommt es nach der neuen Regelung nicht mehr darauf an, ob der Vollstreckungsgläubiger von der Unzulässigkeit der Vollstreckungsmaßnahmen Kenntnis hat.
- Einstellung der Zwangsvollstreckung ohne Sicherheitsleistung: Gegen eine unberechtigte Zwangsvollstreckungsmaßnahme können sich der Darlehensnehmer bzw. der Eigentümer auch bisher mit einer Vollstreckungsabwehrklage gem. § 767 ZPO wehren. Bis zum Erlass eines Urteils kann der Zwangsvollstreckungsschuldner zudem einen Antrag auf einstweilige Einstellung der Vollstreckung stellen. Das Gericht kann dann die Einstellung gegen oder ohne Sicherheitsleistung anordnen. Da die Beibringung einer solchen Sicherheitsleistung in vielen Fällen die finanzielle Leistungsfähigkeit des Zwangsvollstreckungsschuldners übersteigt, muss das Gericht nun gem. § 769 Abs. 1 S. 2 ZPO die Einstellung der Zwangsvollstreckung ohne Sicherheitsleistung anordnen, wenn der Schuldner hierzu nicht in der Lage ist und seine Vollstreckungsabwehrklage hinreichend Aussicht auf Erfolg hat.
- Nicht abtretbare Unternehmenskredite: Unternehmer erhalten nun gem. § 354a Abs. 2 HGB die Möglichkeit, mit ihren Kreditinstituten Darlehensverträge zu schließen und dabei ein Abtretungsverbot zu vereinbaren.
- AGB-Schutz auch bei Darlehensverträgen: In Kauf-, Dienst- und Werkverträgen sind Klauseln unwirksam, die einen Wechsel des Vertragspartners (auf Seiten des Verwenders der AGB) ermöglichen. Dies gilt nicht, wenn der neue Vertragspartner namentlich benannt wird oder es dem Kunden vorbehalten bleibt, sich bei einem Wechsel des Vertragspartners vom Vertrag zu lösen. Diese Regelung wird durch den neu gefassten § 309 Nr. 10 BGB nun auch auf Darlehensverträge ausgeweitet.
- Bei wertpapierhandelsrechtlichen Meldepflichten sind Stimmrechte aus gehaltenen Aktien und Optionen künftig zusammenzurechnen. Im Falle eines Verstoßes gegen wertpapierhandelsrechtliche Meldepflichten können Aktieninhaber ihre Stimmrechte für sechs Monate und länger verlieren. Die im Aktienregister Eingetragenen müssen dem Ermittelnden künftig auf Verlangen mitteilen, ob ihnen die Aktien gehören oder für wen sie die Aktien halten. Bei einer Verweigerung der Auskunft entfällt das Stimmrecht. Die Satzung kann Näheres dazu bestimmen, unter welchen Voraussetzungen Eintragungen im eigenen Namen für Aktien, die einem Anderen gehören, zulässig sind.
- Aktionäre müssen, sobald sie 10 Prozent oder mehr eines Unternehmens erworben haben, künftig die mit der Beteiligung verfolgten Ziele und die Herkunft der Mittel offenlegen.

## Kritik
Die Deutsche Bundesbank betonte in ihrer Stellungnahme die Wichtigkeit der neu geschaffenen Möglichkeit der Abtretbarkeit von Kreditforderungen im Sinne eines effizienten Finanzmarktes. Sie äußert Bedenken, die Offenlegungsvorschriften auch auf stille Zessionen auszudehnen.
Massive Kritik richtete die Bundesbank an die Einführung eines Mindestrückstandes von 2,5 % der Darlehenssumme, der nötig ist, bevor eine Kreditkündigung möglich ist. Bei einem typischen Baudarlehen mit 5 % Zinsen und einer anfänglichen Tilgung von 1 % führt diese Regelung dazu, dass ein Kreditnehmer 5 Monate lang keinerlei Zahlung leisten könnte, bevor die Bank den Kredit kündigen kann.
Aufgrund der durch das Risikobegrenzungsgesetz erfolgten Änderung des § 354a HGB, wodurch ein im Darlehensvertrag vereinbarter Abtretungsausschluss zwingend gilt und gemäß § 399 BGB zur Nichtigkeit der Abtretung führt, ist der Einsatz von Kreditforderungen als Sicherungsmittel für Refinanzierungszwecke des Darlehensgebers nach Auffassung der Deutschen Bundesbank im Grundsatz erschwert worden.
Damit die Deutsche Bundesbank im Verkehr mit Kreditinstituten auch weiterhin als Sicherheit zentralbankfähige Kreditforderungen im Wege der Sicherungsabtretung hereinnehmen – auch wenn eine Kreditforderung mit einem solchen Abtretungsausschluss behaftet sein sollte – und für Refinanzierungszwecke bei der Deutschen Bundesbank bzw. dem Eurosystem nutzen kann, müssen nach dieser Mitteilung der Bundesbank Abtretungen im Verkehr mit der Deutschen Bundesbank sowie anderen Zentralbanken des Eurosystems im Darlehensvertrag ausdrücklich von diesem Abtretungsausschluss ausgenommen sein.